# Nấm sát thủ
Nấm sát thủ hay Nấm điều khiển não kiến (danh pháp hai phần: Ophiocordyceps unilateralis) là một loài nấm sống ký sinh trên những xác kiến trong rừng rậm nhiệt đới ở Brasil. Loài nấm ký sinh này có khả năng xuyên vào não bộ của kiến, sau đó giết chết con vật và rồi chui vào trong cơ thể con kiến để phát triển và phát tán các bào của nấm từ đó biến vật chủ thành những xác chết biết đi trước khi giết chúng.

## Cơ chế
Khi xâm nhập vào cơ thể vật chủ, nấm sử dụng hóa chất đặc biệt để kiểm soát hành vi của kiến. Nấm sẽ "ra lệnh" buộc kiến rời đàn và cắn thủng phần mặt dưới của một chiếc lá. Đến khi bị nấm kết thúc cuộc đời, xác kiến vẫn cắm chặt vào phần thân lá. Cuối cùng, nấm sát thủ sẽ sản sinh một cái cuống dài, đâm xuyên đầu kiến và nhô ra ngoài, bắt đầu phun bào tử để săn con mồi khác, ngoài ra nó còn mọc thêm những cuống nhỏ hơn ở các phần cơ thể kiến, trong đó có bàn chân và khớp chân dưới của kiến (tương tự như khớp gối ở người).
Tuy nhiên một số loài kiến như loài kiến Camponotus rufipes ở rừng mưa nhiệt đới Brazil và kiến thợ mộc ở Thái Lan đã cố gắng bảo vệ các thành viên trong bầy bằng cách chải chuốt cho nhau khiến nấm sát thủ không thể sinh sôi thêm bào tử để hại thêm nhiều kiến khác do vậy dù rất nguy hiểm nhưng nấm sát thủ vẫn bị giới hạn khả năng lây lan và cộng đồng kiến này được bảo toàn.